# Makowica (Beskid Sądecki)
Makowica – szczyt  górski o wysokości 948 m w zachodniej części Pasma Jaworzyny Krynickiej w Beskidzie Sądeckim. Stoki Makowicy od strony wschodniej opadają do dwóch potoków spływających w przeciwnych kierunkach: Życzanowskiego Potoku i Głęboczanki. Od strony północnej i północno-zachodniej opadają również do doliny Życzanowskiego Potoku, który zatacza duży łuk wokół podnóży Makowicy, zaś od zachodu do Popradu. Dawniej Makowica była bardziej wylesiona niż obecnie. Niektóre polany już zarosły lasem, inne zarastają. Nadal jednak jest ich jeszcze kilka. Z polan tych, z wysokości do 800 m n.p.m. zbierane jest siano, co na tej wysokości jest rzadkością. Największa z tych polan to Makowica, na której znajduje się należący do miejscowości Sucha Struga przysiółek Makowica. Na zachodnich stokach, nad Życzanowskim Potokiem, położony jest na polanach należący do Rytra przysiółek Podmakowica. Na północno-wschodnim stoku góry, na wysokości 844 m n.p.m. przy Głównym Szlaku Beskidzkim na polanie Cyrla znajduje się na  prywatne Schronisko Cyrla. Jeszcze niżej znajduje się polana Kretówki, a na stokach północnych są polany Gawlaki i Łomy.
Na szczycie znajdują się wychodnie skalne. Szczyt jest zalesiony i pozbawiony widoków, również większość stoków jest zalesiona, ale widoki roztaczają się z polan Makowicy. W stokach Makowicy odkryto też kilka jaskiń, którym nadano nazwy „Sucha Szczelina”, „Lisia Jama”, „Jama Brudasów”, „Jama pod Cyrlą”.
Z rzadkich w Polsce gatunków roślin stwierdzono występowanie podejźrzona rutolistnego.
Szlaki turystyczne
 Barcice – Wola Krogulecka – Makowica – węzeł szlaków z czerwonym Głównym Szlakiem Beskidzkim oraz szlakiem zielonym z Poręby Małej przez Żeleźnikową Małą i Wilcze Doły.
 – żółty szlak gminny z Życzanowa zachodnimi i południowymi stokami Makowicy do skrzyżowania ze szlakiem czerwonym

## Przypisy

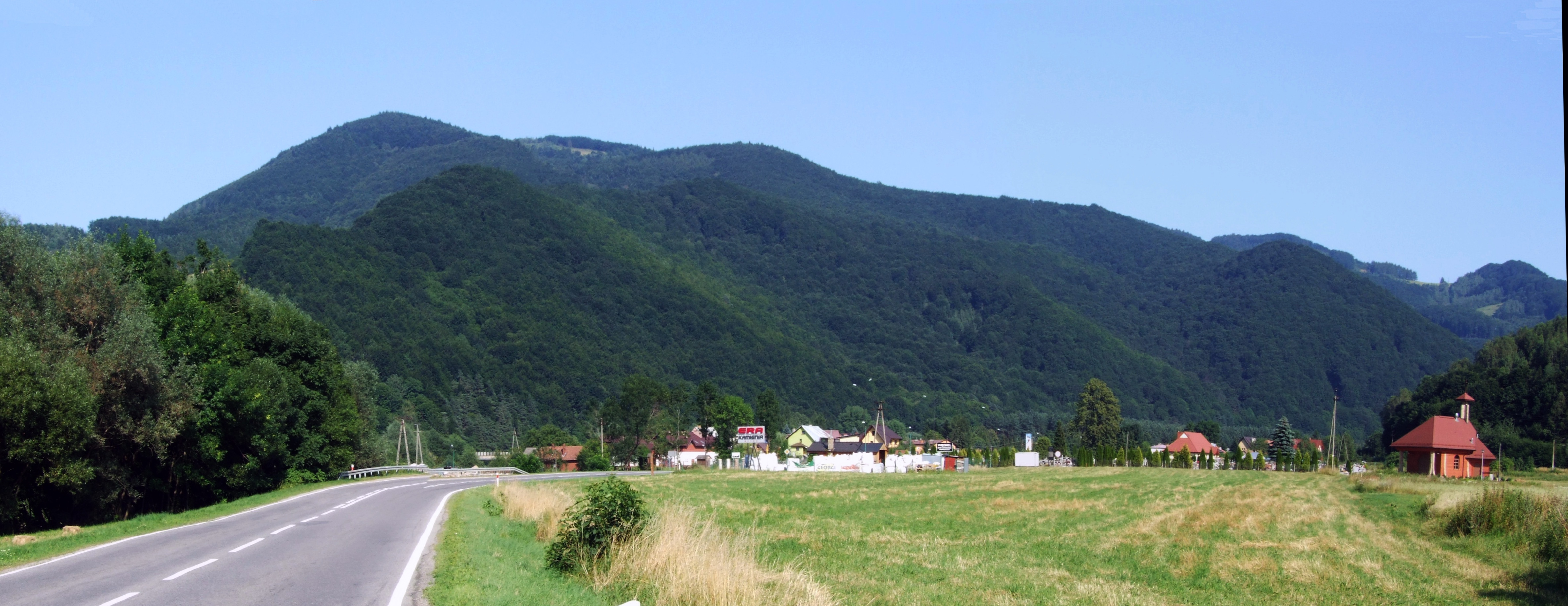
Widok na Makowicę i Rytro z szosy do Rytra